# Ixodes petauristae
Ixodes petauristae este o specie de căpușe din genul Ixodes, familia Ixodidae, descrisă de Warburton în anul 1933.
Este endemică în Sri Lanka. Conform Catalogue of Life specia Ixodes petauristae nu are subspecii cunoscute.